# Olivier Cruveiller
Olivier Cruveiller, né le 6 septembre 1959 à Créteil est un acteur français.

## Biographie
Né en 1959 à Créteil, il a suivi des études de théâtre à l'École nationale supérieure des arts et techniques du théâtre (Rue Blanche) en 1981, puis au Conservatoire national supérieur d'art dramatique de 1983 à 1986.

## Filmographie partielle

### Cinéma
- 1985 : Hurlevent de Jacques Rivette
- 1987 : Attention bandits ! de Claude Lelouch
- 1994 : Jeanne la Pucelle de Jacques Rivette
- 1999 : Fin août, début septembre d'Olivier Assayas
- 2000 : Aïe de Sophie Fillières
- 2001 : Mademoiselle de Philippe Lioret
- 2001 : Change-moi ma vie de Liria Bégéja
- 2002 : L'Adversaire de Nicole Garcia
- 2003 : Histoire de Marie et Julien de Jacques Rivette
- 2006 : Je m'appelle Élisabeth de Jean-Pierre Améris
- 2007 : La Môme d'Olivier Dahan
- 2007 : Très bien, merci d'Emmanuelle Cuau
- 2008 : Il y a longtemps que je t'aime de Philippe Claudel
- 2009 : LOL de Lisa Azuelos
- 2011 : La Délicatesse de Stéphane Foenkinos et David Foenkinos
- 2013 : Joséphine d'Agnès Obadia
- 2015 : Caprice d'Emmanuel Mouret
- 2017 : Pris de court d'Emmanuelle Cuau
- 2021 : Stillwater de Thomas McCarthy
- 2022 : Le Tigre et le Président de Jean-Marc Peyrefitte

### Télévision
- 1986 : Azizah, la fille du fleuve de Patrick Jamain
- 1995 : Maigret, épisode Maigret et la vieille dame : Castaing
- 1995 : L'instit, épisode 3-06, D'une rive à l'autre, d'Édouard Niermans : Manu
- 2000 : Julie Lescaut, épisode 2 saison 9, Délit de justice de Daniel Janneau : Julien Peraube
- 2002 : La Crim', épisodes Le cadavre introuvable, Le dernier convoi et Contre-temps
- 2003 : Un été de canicule de Sébastien Grall
- 2006 : Central Nuit, épisode Dérapage
- 2007 : Martin Paris de Douglas Law
- 2008 : Paris enquêtes criminelles, épisode Rédemption
- 2008 : PJ, épisode Virage
- 2010 : Carlos d'Olivier Assayas
- 2011 : Chez Maupassant, épisode L'Assassin
- 2012 : Drumont, histoire d'un antisémite français d'Emmanuel Bourdieu
- 2012 : Profilage, épisode Grande sœur
- 2012 : Enquêtes réservées, épisode La mort invisible
- 2013 : La Rupture de Laurent Heynemann : Pierre Juillet
- 2013 : La Grande peinture de Laurent Heynemann
- 2013 : Le Bal des secrets de Christophe Barbier
- 2013 : A demain sans faute de Jean-Louis Lorenzi
- 2013 : Tunnel
- 2014 - 2017 : Plus belle la vie : Professeur Klein (saisons 10, 11, 14)
- 2015 : Pierre Brossolette ou les passagers de la lune de Coline Serreau : André Philip
- 2017 : Glacé de Laurent Herbiet
- 2018 : Tandem, épisode Dans les mailles du filet
- 2019 : Candice Renoir, épisode Bon sang ne saurait mentir
- 2021 : Le Bruit des trousseaux de Philippe Claudel
- 2021 : Service volé de Jérôme Foulon : le président du tribunal

## Théâtre

### Mise en scène
- 2007 : La forme d'une ville change plus vite, hélas, que le cœur des humains, de Jacques Roubaud, au Théâtre de la commune d'Aubervilliers.
- 2008 : Bar, de Spiro Scimone, au Centre dramatique national de Nancy

### Acteur
- 1987 : La méprise, mise en scène Philippe Adrien
- 1988 : La route des chars, mise en scène Jean Jourdheuil
- 1988 : Le nouveau Menoza, mise en scène François Rancillac
- 1988 : Les amis font le philosophe, mise en scène Bernard Sobel
- 1988 : Tête d’or, mise en scène Aurélien Recoing
- 1989 : La Célestine, mise en scène Antoine Vitez
- 1990 : Le chant du départ, mise en scène Jean-Pierre Vincent
- 1992 : La Cerisaie, mise en scène Stéphane Braunschweig
- 1992 : Vie et mort du roi Jean, mise en scène Bernard Sobel
- 1993 : Le Conte d’Hiver, mise en scène Stéphane Braunschweig
- 1994 : La bonne âme de Se-Tchouan, mise en scène Gildas Bourdet
- 1995 : Franziska, mise en scène Stéphane Braunschweig
- 1996 : Peer Gynt, mise en scène Stéphane Braunschweig
- 1997 : Dans la jungle des villes, mise en scène Stéphane Braunschweig
- 1999 : Tout mon possible, mise en scène Denis Podalydès
- 2001 : Ubu roi, mise en scène Bernard Sobel
- 2002 : Le Quatuor d'Alexandrie, Stuart Seide
- 2004 : La Cerisaie, mise en scène Georges Lavaudant
- 2005 : Une nuit à la bibliothèque, mise en scène Gilberte Tsaï
- 2006 : Les Solitaires Intempestifs, mise en scène Josanne Rousseau
- 2008 : Bar, Spiro Scimone
- 2008 : La passion selon Jean - Jean-Yves Ruf
- 2010 : La Tempête, Le Songe d’une nuit d’été - Georges Lavaudant
- 2011 :  l’Ouest - de Nathalie Fillion
- 2012 : Caha-Cahin - de Serge Valletti mise en scène David Géry
- 2013 : Cyrano de Bergerac - mise en scène Georges Lavaudant
- 2013 : Sous la ceinture, de Richard DRESSER mise en scène Delphine Salkin
- 2017 : Douze hommes en colère de Reginald Rose, mise en scène Charles Tordjman, théâtre Hébertot
- 2020 : Douze hommes en colère de Reginald Rose, mise en scène Charles Tordjman, théâtre Hébertot
- 2018 : La Révolte d'Auguste de Villiers de L'Isle-Adam, mise en scène Charles Tordjman, théâtre de Poche-Montparnasse
- 2024 : La serva amorosa de Carlo Goldoni, mise en scène Catherine Hiegel, Théâtre de la Porte Saint-Martin